# Чернышёв, Игорь Николаевич
Игорь Николаевич Чернышев (род. 13 февраля 1963, Чаинский район, Томская область) — российский политик и государственный деятель, член Совета Федерации ФС РФ (2012—2016).

## Биография
Родился 13 февраля 1963 года в селе Мыс Кальджа Чаинского района Томской области.
Окончив школу № 1 города Стрежевого, в 1980 году поступил в Барнаульское высшее военное авиационное училище лётчиков, которое окончил в 1984 году. До 1993 года проходил службу на летных должностях Военно-воздушных сил.
С 1993 по 1998 годы работал в системе образования Стрежевого: учителем, начальником учебного центра Основы безопасности жизни, по совместительству исполняя обязанности начальника штаба гражданской обороны г. Стрежевого.
С 1998 по 2003 годы — заведующий отделом по делам ГО и ЧС Администрации города Стрежевого, начальник Отдела по делам гражданской обороны и чрезвычайных ситуаций г. Стрежевого Томской области.
В 2004 году окончил Новосибирский государственный аграрный университет по специальности «Юриспруденция».
С 2004 году по 2005 годы возглавлял вновь созданную в Администрации города Стрежевого службу по делам ГО и ЧС, с 2005 года — заместитель Мэра городского округа Стрежевой по безопасности.
В 2004 и 2005 годах избирался депутатом городской Думы Стрежевого.
С марта 2007 года — депутат Думы Томской области четвёртого созыва. Председатель комитета по труду и социальной политике областной Думы.
С декабря 2011 года — председатель Комитета по труду и социальной политике Думы Томской области пятого созыва.
C 27 сентября 2012 года по 28 сентября 2016 года — член Совета Федерации Федерального Собрания Российской Федерации от Думы Томской области.
С сентября 2016 года — депутат Законодательной Думы Томской области шестого созыва.

## Награды
Награжден наградами Российской Федерации, Томской области, города Стрежевого, наградами политических партий и общественных объединений, в том числе:
- Медалью «10 лет безупречной службы в ВС СССР»
- Памятной медалью Президента РФ «XXII Олимпийские зимние игры и XI Паралимпийские зимние игры 2014 года в г.Сочи» и «XXVII Всемирная летняя универсиада 2013 года в Казани»
- Почетной грамотой Совета Федерации ФС РФ
- Благодарностью Правительства Российской Федерации,
- Почетной грамотой Томской области
- Почетной грамотой Законодательной Думы Томской области
- Знаком «За заслуги» МЧС России по Томской области

## Семья
Женат, имеет двоих детей, внуков.